# Сахарный дворец
Сахарный дворец (пол. Pałacyk Cukrowników) — историческое здание в Варшаве, столице Польши. Его официальное название — Дворец совета люблинских сахаропроизводителей (пол. Pałacyk Zarządu Spółek Cukrowni Lubelskich). Ныне в нём расположен Институт Адама Мицкевича.

## История
Во второй половине XIX века территория нынешнего Сахарного дворца на варшавской Мокотовской улице принадлежала Йозефу Качиньскому. В 1877 году на части участка был построен коттедж для Казимеры Сверчакевич (урождённой Качиньской). В 1907 году коттедж перешел к потомку первого владельца, Мечиславу Качиньскому, который вместе с Вацлавом Цывинским основал там типографию, производство литографий и фабрику по изготовлению сумок.
В 1910 году здание было арендовано Советом люблинских производителей сахара ("Lubelskie", "Garbów", "Lublin" и "Nielepów"). Около 1915 года архитектору Фаддею Зелинскому было поручено реконструировать дворец, который, по некоторым данным, был полностью перестроен. В 1922 году Совет сахаропроизводителей Люблинского воеводства (пол. Zarząd Cukrowni Lubelskich) приобрело здание, а его реконструкция была завершена в 1926 году. Коттедж в задней части был выполнен в стиле рококо, также были добавлены два крыла спереди, оградившие вход во двор.
В 1935 году дворец был куплен Мечиславом Броневским, сахарным промышленником, который преобразовал его в семейную резиденцию по проекту Антония Яворницкого. Совет сахаропроизводителей Люблинского воеводства же перебрался в другое здание в Варшаве (улица Кошикова, дом 8).
Во время Второй мировой войны дворец занимало Гестапо. Он не был разрушен, так как располагался в «Немецком районе». После окончания войны здание было реконструировано для размещения, среди прочих учреждений, Математического института Польской академии наук. В 1987 году фасад дворца подвергся масштабной реконструкции. Ныне в нём расположен Институт Адама Мицкевича.